# Nightfall in Middle-Earth
Nightfall in Middle-Earth är Blind Guardians sjätte album. Det släpptes 1998 och är baserat på J.R.R. Tolkiens Silmarillion. Det är Blind Guardians första studioalbum som Hansi Kürsch inte spelar elbas på.

## Låtlista
1. "War of Wrath" - 1:50
2. "Into the Storm" - 4:24
3. "Lammoth" - 0:28
4. "Nightfall" - 5:34
5. "The Ministrel" - 0:32
6. "The Curse of Fëanor" - 5:41
7. "Captured" - 0:26
8. "Blood Tears" - 5:23
9. "Mirror Mirror" - 5:07
10. "Face the Truth" - 0:24
11. "Noldor (Dead Winter Reigns)" - 6:51
12. "Battle of Sudden Flame" - 0:44
13. "Time Stands Still (At the Iron Hill)" - 4:53
14. "The Dark Elf" - 0:23
15. "Thorn" - 6:18
16. "The Eldar" - 3:39
17. "Nom the Wise" - 0:33
18. "When Sorrow Sang" - 4:25
19. "Out on the Water" - 0:44
20. "The Steadfast" - 0:21
21. "A Dark Passage" - 6:01
22. "Final Chapter (Thus Ends...)" - 0:48

### Skivans låtar och dess handling
Skivan återberättar i stora drag flera viktiga händelser från boken. Det hela börjar i omvänd ordning med att "avslöja" slutet i första låten, War of wrath. Skivan tar sedan sin början när ondskans härskare, Morgoth förstört Valars två träd i Valinor och stulit de ovärderliga ädelstenarna Silmarillerna av alven Fëanor.
1. I det inledande spåret "War of wrath" (Vredens krig) försöker Sauron övertala sin mästare Morgoth att fly undan Valars anstormande armé och undgå deras straff.
2. I "Into the storm" tar berättelsen sin början när Morgoth och jättespindeln Ungoliant just flytt Valinor med Silmarillerna. Under deras flykt blir Ungoliant frestad av ädelstenarnas skönhet och försöker ta dessa ifrån Morgoth.
3. "Lammoth" är det stora vrål som Morgoth utstöter när hans slåss med jättespindeln om Silmarillerna.
4. "Nightfall" handlar om Valinors mörkläggelse efter att Valars träd förstörts. Det berättas även om Fëanors sorg över Morgoths stöld och svär en gruvlig ed att hämnas. Det nämns i stora drag om att Fëanor även begår brottet att döda sina egna fränder i sitt korståg mot Morgoth. Denna låt handlar också om hur Fëanor's far dödas och hur han vägrar Valar's (Arda/Jorden's gudar) önskan att förstöra silmarillerna för att läka såren som Morgoth orsakat(innan dom får veta att kungen är död och silmarillerna är stulna).
5. "The minstrel" är en kort låt som troligtvis handlar om en av Fëanors sju söner, Maglor som komponerade en sång baserad på sin fars frändemord.
6. I "The curse of Fëanor" får man höra Fëanor klagan och vrede över Morgoths stöld och vilka vidrigheter detta lett till. Det berättas även om förbannelsen som Fëanor drar över sig och sin ätt när han drar svärd mot sina egna fränder.
7. I "Captured" talar Morgoth med sin fånge Maedhros, en av Fëanors söner. Denne vart tillfångatagen när han skulle medla med Morgoth efter Fëanors död vid Dagor-nuin-Giliath.
8. "Blood tears" berättar om Maedhros plågor som fånge och om hur Fingon ger sig av för att rädda honom. Maedhros ber Fingon att göra slut på hans lidande men istället hugger Fingon av hans högra hand, vid vilken han var fjättrad och räddar honom.
9. I "Mirror mirror" får vi följa alvkungen Turgons byggande av Gondolin, "det gömda konungadömet". Med hjälp av havsguden Ulmo bygger Turgon sitt rike bland bergen och isolerar sig och sitt folk undan krigen och våldet i övriga världen.
10. "Face the truth" är en kort monolog av Fingolfin när han reflekterar över Noldors öde.
11. "Noldor (Dead winter reigns) handlar om när Fingolfin motvilligt leder sitt folk över den väldiga ispassagen Helcaraxë mellan de odödligas land, Aman och Midgård. Detta gör han för att inte låta sitt folks öde hamna under, den av hämnd galna Fëanors makt. Vandringen över Helcaraxë var riskfylld och många alver dör på isen. I och med detta snärjs även Fingolfin och hans ätt in i Fëanors förbannelse.
12. "Battle of sudden flame" refererar till slaget med samma namn, plötsliga flammans slag (Dagor Bragollach). I detta slag bryter Morgoth den nära 400-åriga belägringen av hans rike Angband. Detta var den stora vändpunkten i kriget om Silmarillerna och ett stort nederlag för de alviska styrkorna.
13. "Time stands still (at the iron hill)" berättar om när Fingolfin i ursinne ger sig av ensam in i Plötsliga flammans slag efter att ha fått bud om Morgoths utbrytning ur Angband. Med stort mod och raseri slår sig alvkungen genom orcherhordarna ända fram till Morgoths portar och utmanar honom på duell. Fingolfin lyckas trots allt skada mörkrets härskare hela sju gånger men eftersom Morgoth är en gud, och därmed är odödlig, är alvkungen dömd till att förlora striden.
14. "The dark elf" refererar kort om det "frö av förräderi" som sås av alven Eöl när denna genom sin lärjunge Maeglin senare kommer förråda Gondolin vilket resulterar i rikets förstörelse.
15. I "Thorns" berättas om just Maeglin och hur han bestämmer sig för att förråda Gondolin och röja dess gömda position för Morgoth.
16. Titeln "The Eldar" är namnet på en av alvätterna och låten berättar om hur alvkungen Finrod på sin dödsbädd tar farväl till sitt folk. Han dog av skadorna han ådrog sig när han skulle försvara sin vän, människan Beren.
17. "Nom the Wise" är en kort monolog som Beren har när han sitter vid Finrods dödsbädd.
18. I "When sorrow sang" sjunger Beren ut om sin omöjliga kärlek till alvprinsessan Lúthien. Senare i låten berättas även om hur Beren dör som följd av ett allvarligt bett av Morgoths varg Carcharoth.
19. "Out on the waters" avslutar berättelsen om Lúthien och Beren, som blev återupplivad av Valar mot att Lúthien fråntogs sin odödlighet.
20. I "The steadfast" förbannar Morgoth sin fånge Húrin som vägrar avslöja Gondolins hemliga position.
21. I "The dark passage" utropar Morgoths sin seger över människor och alver efter det femte slaget, de otaliga tårarnas slag (Nírnaeth Arnoediad). I detta slag krossar Morgoth större delen av de allierade styrkornas härar med Balroger, drakar och förräderi inom människornas egna led. 
Många av alverna och människornas stora hjältar faller i slaget och det enda som hindrar Morgoths styrkor från fullständig seger är dvärgarna och deras tålighet mot drakarnas eld. En del av låten berättar även om hur människan skapades.
22. Sista låten "Final chapter (thus ends...)" avslutar skivan med en förklaring att Morgoth går segrande ur slaget och alvernas och människornas hela existens ligger vid avgrundens rand. 
En strimma hopp finns dock i sjöfararen Eärendil som med hjälp av en Silmarill, stulen av Morgoth, lyckas segla till Aman. Där ber han Valar om hjälp att stoppa Morgoths ondska och förödelse. Valar hörsammar denna bedjan och ger sig därför in i det krig som sedan kallas Vredens krig där Morgoth störtas och blir utkastad från världen in i den stora tomheten.

## Medverkande
- Hansi Kürsch - sång
- André Olbrich - sologitarr och akustisk gitarr
- Marcus Siepen - kompgitarr
- Thomas Stauch - trummor och slagverk